# ۴۲۹ (میلادی)
۴۲۹ (میلادی) چهارصد و بیست و نهمین سال تقویم میلادی است.

## زادگان
- تسو چونگچیریاضی‌دان و ستاره‌شناس برجستهٔ چینی.

## درگذشتگان
‎